# Pirapemas (kommun)
Pirapemas är en kommun i Brasilien.   Den ligger i delstaten Maranhão, i den nordöstra delen av landet, 1 400 km norr om huvudstaden Brasília. Antalet invånare är 17 358.
Följande samhällen finns i Pirapemas:
- Pirapemas

Omgivningarna runt Pirapemas är huvudsakligen savann. Runt Pirapemas är det glesbefolkat, med 20 invånare per kvadratkilometer.